# Garageband
För andra betydelser, se Garageband (olika betydelser).
Garageband är en term som oftast används för musikgrupper som just bildats, och brukar bestå av tonåringar eller personer som är ungefär 20 år gamla. Termen kommer från grupper som övar i garage. Sedan termen etablerats har den även kommit att syfta på grupper som inte övar i garage, men på liknande platser, som till exempel förråd, källare, lagerlokal, eller vindsvåningar. Ibland kallas band som övar nere i källaren för "källarband".
Vissa bildar inte garageband/källarband för att bli berömda, utan för att de tycker om att spela musik, sjunga och vara med vännerna. Många berömda grupper har börjat som garageband, till exempel Metallica som även haft referenser till sina rötter under åren i garaget, med album som Garage Days Re-Revisited och Garage Inc..
Vissa garageband/källarband spelar garagerock, andra spelar olika musikgenrer.
Eftersom garageband/källarband är amatörer behövs inte all moderna utrustning som andra grupper. De flesta garageband/källarband har bara elgitarr, elbas och trumset, vissa även synth eller piano.
Även i fiktionen berättas det om garageband/källarband, som till exempel Heman Hunters i Bert-serien, som oftast övar i en källare. Däremot fanns i tidningen FF med Bert en avdelning vid namn Heman Hunters i garaget, som handlade om just garageband/källarband.
Nationalteatern har gjort en låten "Roffe och jag", som handlar om ett band i ett garage och likaså har The Clash med låten "Garageland".